# جاك إيبس
جاك إيبس (بالإنجليزية: Jack Epps)‏ هو لاعب كرة قدم أمريكية أمريكي، ولد في 20 مارس 1963 في تلسا في الولايات المتحدة.